# Backstreet Justice – Knallhart und unbestechlich
Backstreet Justice – Knallhart und unbestechlich ist ein US-amerikanisches Filmdrama, das im Jahr 1994 von Chris McIntyre inszeniert wurde.

## Handlung
In einem armen Stadtteil von Pittsburgh gibt es eine Serie von drei Mordfällen. Die Privatermittlerin Keri Finnegan untersucht sie.
Finnegan recherchiert auch über die anscheinend mit der Serie zusammenhängende Hintergründe des Mafiamordes, dessen Opfer einige Jahre zuvor ihr Vater, ein Polizist, wurde. Der Ermordete wurde später in der Öffentlichkeit als korrupt dargestellt. Seine Tochter kommt korrupten Polizisten auf die Schliche und findet heraus, dass Rocky Nicolletta der Drahtzieher war.

## Kritik
- „Fischer Film Almanach“: „Ansehnlicher Thriller, der mit einer vorzüglichen Hauptdarstellerin glänzt“[1]

## Bemerkung
Das Drama wurde in Pittsburgh gedreht.

## Beleg
1. ↑  Zitat (Memento des Originals vom 29. September 2007 im Internet Archive)  Info: Der Archivlink wurde automatisch eingesetzt und noch nicht geprüft. Bitte prüfe Original- und Archivlink gemäß Anleitung und entferne dann diesen Hinweis.